# Camden County (New Jersey)
Das Camden County ist ein County US-Bundesstaat New Jersey. Bei der Volkszählung im Jahr 2020 hatte das County 523.485 Einwohner und eine Bevölkerungsdichte von 910,4 Einwohnern pro Quadratkilometer. Der Verwaltungssitz (County Seat) ist Camden City.
Das Camden County ist Bestandteil der Delaware Valley genannten Metropolregion um die Stadt Philadelphia.

## Geographie
Das County liegt im Süden von New Jersey und ist von der Stadt Philadelphia im westlich angrenzenden Bundesstaat Pennsylvania durch den Delaware River getrennt. Es hat eine Fläche von 589 Quadratkilometern, wovon 14 Quadratkilometer Wasserfläche sind. An das Camden County grenzen folgende Countys:
| Philadelphia (Pennsylvania) |  | Burlington County |
|                             |  |                   |
| Gloucester County           |  | Atlantic County   |

## Geschichte

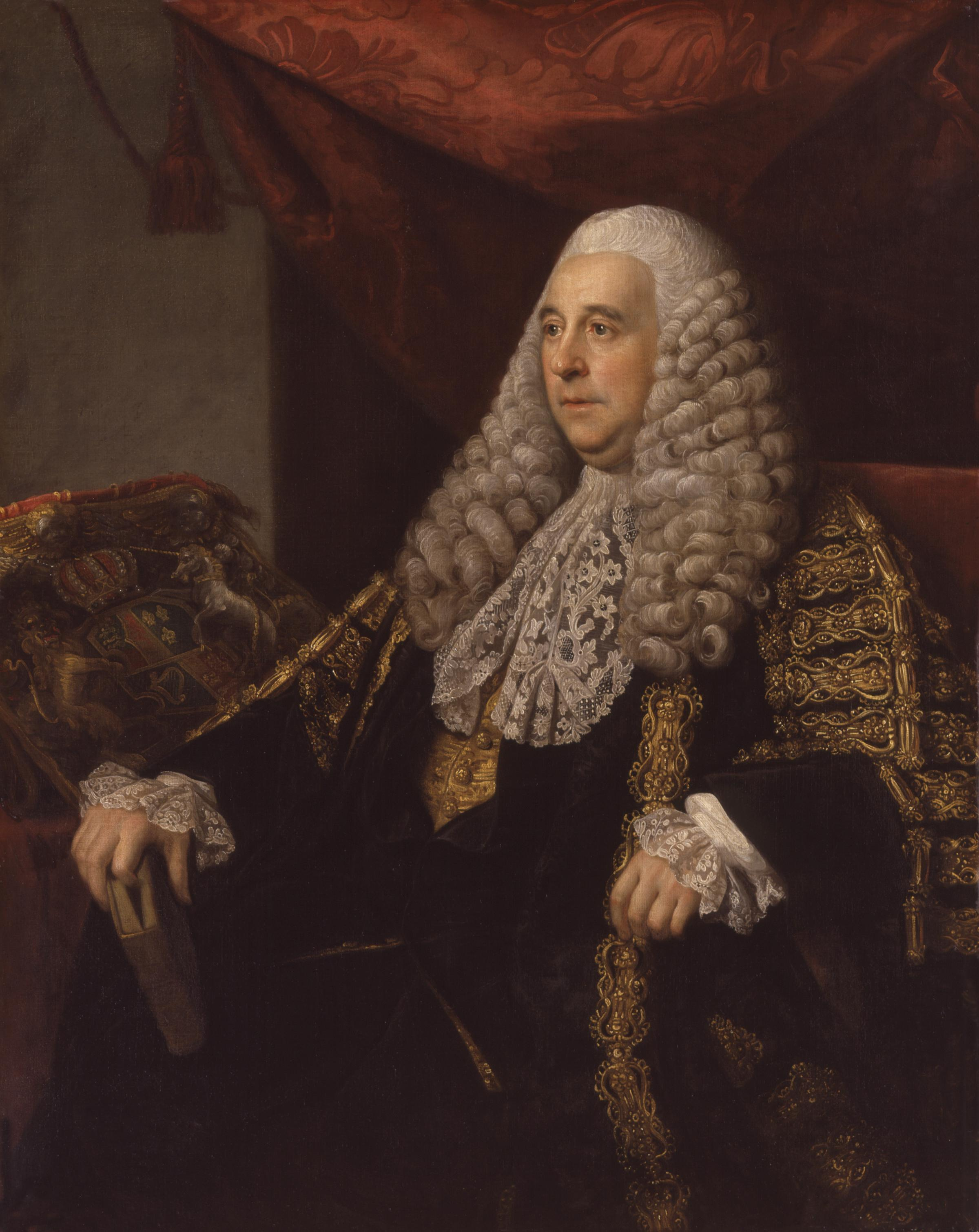
Earl Camden

Das Camden County wurde am 13. März 1844 aus ehemaligen Teilen des Gloucester County gebildet. Benannt wurde es nach Charles Pratt, 1. Earl Camden (1714–1794), von 1766 bis 1770 Lordkanzler von England.
Zwei Orte im County haben den Status einer National Historic Landmark, die paläontologische Fundstätte Hadrosaurus Foulkii Leidy Site und das Walt Whitman House. 90 Bauwerke und Stätten des Countys sind insgesamt im National Register of Historic Places eingetragen (Stand 16. Februar 2018).

## Demografische Daten

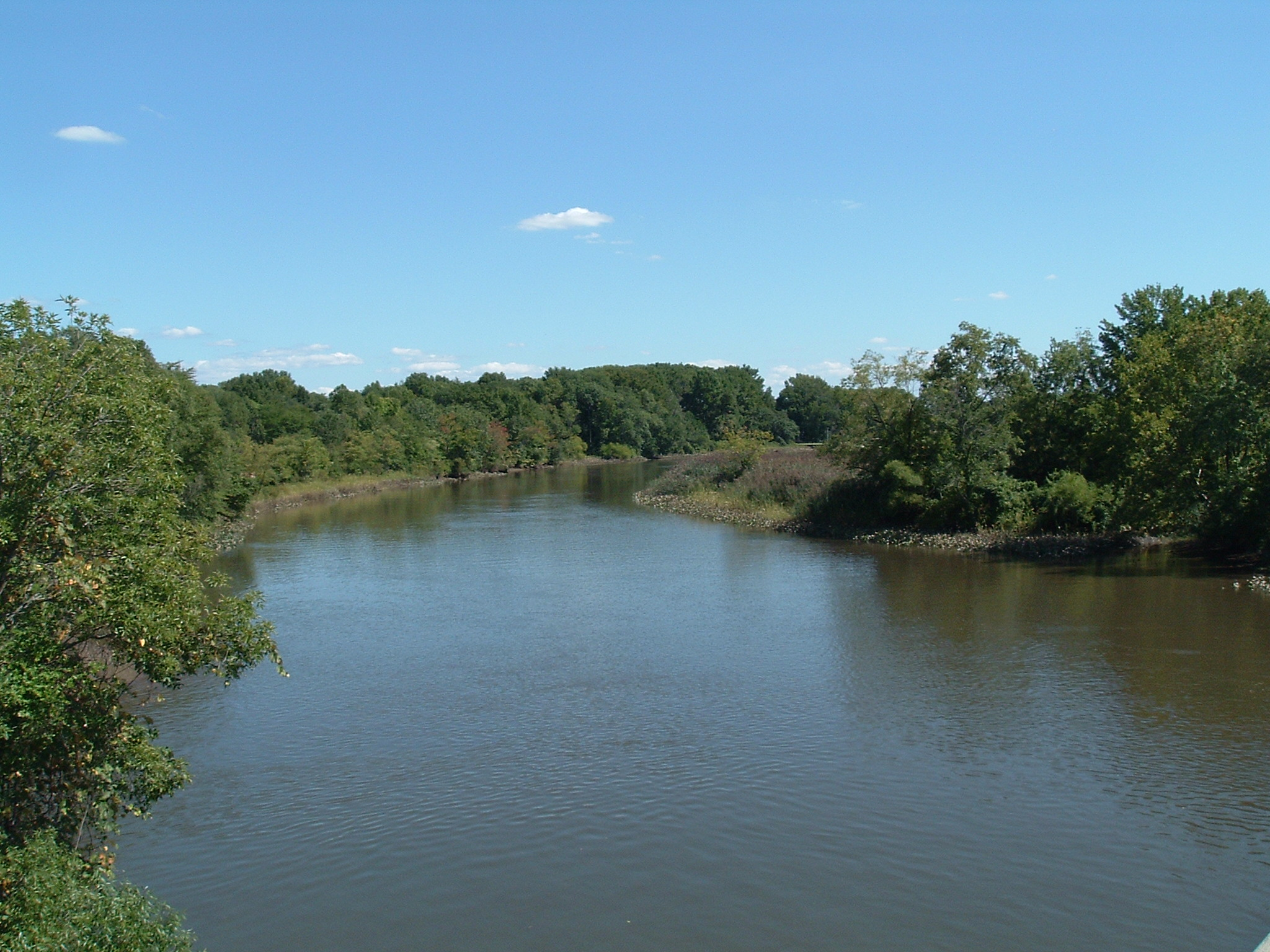
Der Big Timber Creek

Nach der Volkszählung im Jahr 2010 lebten im Camden County 513.657 Menschen in 192.095 Haushalten. Die Bevölkerungsdichte betrug 885,1 Einwohner pro Quadratkilometer.
Ethnisch betrachtet setzte sich die Bevölkerung zusammen aus 65,3 Prozent Weißen, 19,6 Prozent Afroamerikanern, 0,3 Prozent amerikanischen Ureinwohnern, 5,1 Prozent Asiaten sowie aus anderen ethnischen Gruppen; 2,6 Prozent stammten von zwei oder mehr Ethnien ab. Unabhängig von der ethnischen Zugehörigkeit waren 14,2 Prozent der Bevölkerung spanischer oder lateinamerikanischer Abstammung.
In den 192.095 Haushalten lebten statistisch je 2,64 Personen.
24,4 Prozent der Bevölkerung waren unter 18 Jahre alt, 62,8 Prozent waren zwischen 18 und 64 und 12,8 Prozent waren 65 Jahre oder älter. 51,8 Prozent der Bevölkerung war weiblich.

Das jährliche Durchschnittseinkommen eines Haushalts lag bei 60.445 USD. Das Prokopfeinkommen betrug 29.112 USD. 11,3 Prozent der Einwohner lebten unterhalb der Armutsgrenze.

## Städte und Gemeinden
Citys
- Camden
- Gloucester City

Boroughs
| - Audubon - Audubon Park - Barrington - Bellmawr - Berlin - Brooklawn | - Chesilhurst - Clementon - Collingswood - Gibbsboro - Haddon Heights - Haddonfield | - Hi-Nella - Laurel Springs - Lawnside - Lindenwold - Magnolia - Merchantville | - Mount Ephraim - Oaklyn - Pine Hill - Pine Valley - Runnemede - Somerdale | - Stratford - Tavistock - Woodlynne |

Census-designated places (CDP)
| - Ashland - Barclay-Kingston - Blackwood - Cherry Hill Mall | - Echelon - Erlton-Ellisburg - Glendora - Golden Triangle | - Greentree - Springdale |

Unincorporated Communitys
| - Ancora - Atco - Blenheim - Blue Anchor | - Cedar Brook - Chews Landing - Erial - Glendale | - Kirkwood - Kresson - New Freedom - Osage | - Sicklerville - Tansboro - West Berlin - Woodcrest |

## Townships
| - Berlin Township - Cherry Hill Township - Gloucester Township - Haddon Township | - Pennsauken Township - Voorhees Township - Waterford Township - Winslow Township |